# Султануїздаг
42°05′00″ пн. ш. 60°40′00″ сх. д. / 42.08333333° пн. ш. 60.66666667° сх. д.
Султануїздаг (узб. Sulton Uvays tizmasi) — гірський масив у Каракалпакстані (Узбекистан), по правому березі Амудар'ї.
Протяжність становить понад 50 км, ширина — до 25 км. Найбільша висота досягає 473 м. Масив складається з пасм, складених кварцитами, гнейсами, мармурами з інтрузіями гранодіоритів. Південний і західний схили круті, північно-західний і східний — пологіші. Панують пустельні ландшафти.